# Ghettogangz 2 – Ultimatum
Ghettogangz 2 – Ultimatum (Originaltitel: Banlieue 13 – Ultimatum, englischsprachiger Vertrieb: District B13 Ultimatum) ist ein französischer Film aus dem Jahr 2009 von Patrick Alessandrin und Luc Besson. Es ist die Fortsetzung von Ghettogangz – Die Hölle vor Paris.
Der Bezirk Banlieue 13 ist von anderen Bezirken abgeriegelt, Banden und Drogenhandel herrschen im Inneren, die Polizei kontrolliert lediglich die Grenzen. Zusammen mit einem hochrangigen Militärführer versucht ein Unternehmen, das Problemviertel zu zerstören, um es anschließend nach einem Neuaufbau als attraktives Viertel zu vermarkten. Dazu wird ein Polizistenmord im Viertel inszeniert, um die entstehenden Unruhen blutig niederschlagen zu können.

## Handlung
Im Jahr 2013 ist das Pariser Viertel Banlieue 13 von einem polizeibewachten Isolationswall umzäunt und von fünf Gangs kontrolliert. Für die wohlhabenden Pariser ist dieses Ghetto ein Schandfleck. Deshalb inszeniert eine korrupte Polizeieinheit einen Mord an zwei Streifenpolizisten in der Banlieue 13. Es kommt zu Unruhen und Ausschreitungen, die Walter Gassman, der Leiter der Spezialeinheit DISS, als Argument nutzen will, um das Viertel dem Erdboden gleichzumachen und stattdessen ein Bauprojekt von Harriburton zu genehmigen.
Unbemerkt filmten Jugendliche jedoch den tatsächlichen Hergang des Mordes, der die DISS als Täter entlarvt, und können diese Aufnahmen Leïto zukommen lassen, bevor sie verhaftet werden. Nachdem Leïto das Video angeschaut hat, erhält er eine Nachricht von seinem alten Freund, dem Polizisten Damien. Dieser wird in einem Gefängnis wegen untergeschobener Drogen festgehalten. Es gelingt der Polizei, zu ermitteln, dass Damien telefonisch Kontakt zu Leïto hatte, weswegen sie Leïtos Wohnung stürmt. Leïto kann allerdings über die Hochhausdächer fliehen. Er befreit Damien aus dem Gefängnis. Gemeinsam durchschauen sie Gassmans Plan.
Zurück in der Banlieue 13, die aufgrund von Evakuierungsmaßnahmen seitens der Polizei von allen Einwohnern, außer den Gangs, verlassen wurde, berufen Leïto und Damien die Gang-Anführer ein und erläutern die Lage. Sie vereinbaren eine Zusammenarbeit, in der sie in das Verteidigungsministerium eindringen und die Bombardierung ihres Viertels verhindern. Sie klären den dort anwesenden Präsidenten über Gassmans wahre Absichten auf. Daraufhin willigt der Präsident ein, das Viertel neu aufzubauen, damit es für seine bisherigen Bewohner wieder lebenswert ist, und lässt hierzu die Bombardierung durchführen. Mit dem Projekt zum Wiederaufbau des Viertels beauftragt er Damien.

## Hintergrund
Der Film wurde in Paris und Belgrad gedreht. Die Dreharbeiten erfolgten im Juli 2008. Insgesamt wurden 14 Wochen für die Dreharbeiten benötigt. Das Budget des Films wird auf rund 12 Millionen Euro geschätzt. Am 8. Februar 2009 feierte der Film seine Weltpremiere bei der Berlinale. Ab dem 18. Februar 2009 war in den französischen und Schweizer Kinos zu sehen. Alle nicht französischsprachigen Fassungen des Films, darunter die deutsche und englische, wurden direkt auf DVD sowie Blu-Ray veröffentlicht. In Deutschland erschien der Film am 7. Oktober 2009 als Leihfassung auf DVD. Die Kauffassung war in Deutschland ab dem 6. November 2009 zu erwerben. Die DVD- / Blu-ray-Veröffentlichung beinhaltet über 70 Minuten Bonusmaterial und bietet einen Blick hinter die Kulissen, Making-of-Featurettes wie Die Kämpfe und Parkour, außerdem gelöschte und gekürzte Szenen, ein Produktionstagebuch und das offizielle Musikvideo des Musiktitels Déterminé von Alonzo. In den USA war der Film ab dem 5. Februar 2010 zu sehen. Der Film spielte in den USA rund 36.000 US-Dollar ein, davon am Startwochenende rund 11.800 US-Dollar. In Frankreich, wo den Film fast 1,1 Millionen Zuschauer sahen, wurden knapp 6,5 Millionen Euro eingespielt, davon entfielen Einnahmen in Höhe von fast 2,8 Millionen Euro auf das Eröffnungswochenende.
Der erste Film Ghettogangz – Die Hölle vor Paris spielt laut eigenen Angaben im Jahr 2010. Im deutschsprachigen Trailer wird die Handlung der Fortsetzung Ghettogangz 2 – Ultimatum auf das Jahr 2016 datiert. Das Cover der deutschsprachigen DVD weist das Jahr 2016 für die Handlung aus. Das Cover der französischen DVD-Hülle hingegen verlegt die Handlung ins Jahr 2013. Laut deutschsprachiger Synchronisation des Films spielt dieser drei Jahre nach dem ersten Teil, somit also im Jahr 2013.
Viele Stunts wurden wie bereits im ersten Teil von den Traceuren selbst dargestellt.

## Kritiken
„Ebenso mühelos wie im ersten Film (2004) springt das Duo über Stock und Stein. Als erfahrener Stuntchoreograf (The Transporter) übernahm Hauptdarsteller Raffaelli die Inszenierung der zahlreichen Kämpfe selbst. Sein Kollege Belle gilt als Begründer der Sportart ‚Parkour‘. Große Kunst jenseits der Action darf man aber nicht erwarten. Fazit: Hier zählt nur die leichtfüßige Parkour-Action.“

„Dass Ghettogangz 2 – Ultimatum trotz aller Mängel dennoch Spaß bereitet, liegt sicherlich an der Inszenierung, die keine Ruhe aufkommen lässt. Bereits in der Eröffnungsszene werden die einzelnen Gangs mit schnellen Kamerafahrten in den engen Gassen des Banlieues vorgestellt. Mit energiereicher HipHop-Musik unterlegt Alessandrin die rastlos gefilmten Actionszenen und die Hauptdarsteller sind trotz schauspielerischer Limitierungen weiterhin sympathisch. Aufgrund der verschenkten Fähigkeiten der Traceurs wird alteingesessenen Genrehasen allerdings nur selten der Mund vor Staunen offenstehen.“

„Fortsetzung des von Luc Besson ersonnenen Actionfilms, die erneut die Akrobatik urbaner Parcours-Sportler in den Mittelpunkt stellt. Keine sonderlich logische Geschichte, gleichwohl erzählt mit enormem Tempo, bissigem Witz und Gespür fürs Visuelle.“

## Trivia
- Nach seiner irrtümlichen Verhaftung wird Damien Tomaso im bekannten 36, quai des Orfèvres - damals noch Sitz der Pariser Kriminalpolizei - inhaftiert. Anders als im Film beherbergte dieses Gebäude in echt jedoch nie ein Gefängnis in seinem Untergeschoss.
- Die im Film auftretende Spezialeinheit DISS ist vermutlich eine Anlehnung an die real existierenden BRI, spezielle Verbände der Pariser Polizei zur gezielten Bekämpfung von Bandenkriminalität, volkstümlich auch „Anti-Gang-Brigaden“ genannt. Wie die DISS im Film haben auch diese ihren Hauptsitz im 36, quai des Orfèvres.
- Der Name des Bauunternehmens Harriburton ist eine Anspielung auf den US-amerikanischen Konzern Halliburton.